# Крапчатые рыбы-кабаны
Крапчатые рыбы-кабаны (лат. Paristiopterus) — род лучепёрых рыб из семейства вепревых (Pentacerotidae).

## Описание
Тело сжато с боков, умеренно высокое, покрыто ктеноидной чешуёй. Голова покрыта панцирем из грубых бороздчатых костей. Зубы на челюстях расположены полосками, отсутствуют на нёбе. Боковая линия выгибается вверх в средней части тела. Грудные плавники длинные с более длинными верхними лучами. Хвостовой плавник с небольшой выемкой. Длина тела до 100 см, обитают в восточной части Индийского  и на юго-западе Тихого океана.

## Классификация
На май 2019 года в род включают 2 вида:
- Paristiopterus gallipavo Whitley, 1944 — Крапчатая рыба-кабан
- Paristiopterus labiosus (Günther, 1872) — Бурая рыба-кабан